# Chimalli
Il Chimalli era lo scudo utilizzato dai guerrieri aztechi.
Costruito come scudo leggero, si prestava più come ornamento estetico che come reale protezione ad un colpo diretto.
L'unica utilità difensiva consisteva nella possibilità di deviare il colpo di un'arma senza dover venire direttamente a contatto con l'arma con il proprio braccio.